# Zhanat Zhakiyanov
Zhanat Yeskendiruliy Zhakiyanov (en russe : Жанат Ескендирулы Жакиянов) est un boxeur kazakh né le 4 novembre 1983 à Blagovechtchenka.

## Carrière
Passé professionnel en 2007, il devient champion d'Europe des poids coqs EBU en 2014 après sa victoire par KO au 5e round contre Karim Guerfi puis champion du monde WBA de la catégorie le 10 février 2017 en battant aux points par décision partagée l'américain Rau'shee Warren. Zhakiyanov perd son titre le 21 octobre 2017 face à Ryan Burnett, champion IBF.